# Magomadas
Magomadas (sardisk: Magumàdas) er en by og en kommune (comune) i provinsen Oristano i regionen Sardinien i Italien. Byen ligger i 263 meters højde og har 666 indbyggere (2016). Kommunen har et areal på 9,02 km² og grænser til kommunerne Bosa, Flussio, Modolo og Tresnuraghes.